# Radivoje Janković
Radivoje Janković (v srbské cyrilici Радивоје Јанковић; 7. října 1889 – 1949) byl generál jugoslávské armády, který za jugoslávskou stranu podepsal v budově bývalého československého velvyslanectví v Bělehradě 17. dubna 1941 příměří s vojsky zemí Osy. De facto se jednalo o kapitulaci království Jugoslávie.
Janković v dubnu 1941 během bleskové války Německa a Bulharska proti Jugoslávii zastával post velitele vojenských operací. Po kapitulaci Jugoslávie odešel spolu s králem Petrem II. přes Sarajevo a Černou Horu do londýnského exilu. Zemřel v roce 1949.